# Płaszcz północy
Płaszcz północy (Kita no misaki) – film japoński w reżyserii Kei Kumai.

## Obsada
- Go Kato – Misuo Ono
- Claude Jade – Marie-Therese
- Kinuyo Tanaka
- Tomoko Ogawa
- Wataru Kobayashi

## Opis fabuły
Niesłusznie skazany Onu (Go Kato) chcąc zacząć nowe życie odnawia znajomość z Marią Teresą (Claude Jade), ale to nie pozwoli mu zapomnieć o przeszłości. 